# Glaphyra horaki
Glaphyra horaki är en skalbaggsart som först beskrevs av Holzschuh 1992.  Glaphyra horaki ingår i släktet Glaphyra och familjen långhorningar.
Artens utbredningsområde är Laos. Inga underarter finns listade i Catalogue of Life.